# 奧靈頓 (緬因州)
奧靈頓（英語：Orrington）是一個位於美國緬因州佩諾布斯科特縣的鎮。

## 人口
根據2020年美國人口普查的數據，奧靈頓的面積為70.78平方千米，當中陸地面積為64.72平方千米，而水域面積為6.06平方千米。當地共有人口3812人，而人口密度為每平方千米54人。